# Lassúpatak
Lassúpatak (1899-ig Stillbach, szlovákul: Tichá Voda) Henclófalva településrésze, egykor önálló falu Szlovákiában, a Kassai kerület Gölnicbányai járásában.

## Fekvése
Iglótól 28 km-re, délre fekszik.

## Története
A 14. században bányásztelepülésként keletkezett. 1344-ben „Lassyupatak” néven említik először. 1498 és 1527 között vaskohója is volt. 1556-ban Bebek Ferenc katonáival leromboltatta, ennek a támadásnak estek áldozatul vaskohói is. Ezután a bányászat termelése visszaesett és már nem érte el a korábbi szintet. Lakói főként földműveléssel, állattenyésztéssel és bányászattal foglalkoztak.
Vályi András szerint: „STELBACH. Szabad puszta Gömör Várm. földes Ura Gr. Andrási Uraság, fekszik Vagendriszlnek szomszédságában, mellynek filiája.”
Fényes Elek szerint: „Stilbach, puszta, Szepes vmegyében, Wagendrüssel fiókja, 354 bányász és favágó lakosokkal.”
1910-ben 296, túlnyomórészt szlovák lakosa volt. A trianoni békeszerződésig Szepes vármegye Iglói járásához tartozott.
1925-ben Henclófalvához csatolták.

## Nevezetességei
Szent József tiszteletére szentelt, római katolikus temploma 1889 és 1892 között épült eklektikus stílusban.

## Lásd még
- Henclófalva

## Külső hivatkozások
- Rövid ismertető
- Községinfó
- Lassúpatak Szlovákia térképén